# Florent Hasani
Florent Hasani (Vučitrn, 30 de marzo de 1997) es un futbolista kosovar que juega en la demarcación de centrocampista para el Boluspor de la TFF Primera División.

## Selección nacional
Tras jugar con la selección de fútbol sub-21 de Kosovo, finalmente hizo su debut con la selección absoluta el 10 de septiembre de 2019 en un partido de clasificación para la Eurocopa 2020 contra Inglaterra que finalizó con un resultado de 5-3 a favor del combinado inglés tras los goles de Raheem Sterling, Harry Kane, un doblate de Jadon Sancho y un autgol de Mërgim Vojvoda para Inglaterra, y de Vedat Muriqi y un doblete de Valon Berisha para Kosovo.

## Clubes
| Club                   | País    | Año       | Partidos | Goles |
| ---------------------- | ------- | --------- | -------- | ----- |
| K. F. Vushtrria        | Kosovo  | 2014-2015 | 15       | 1     |
| K. F. Trepça'89        | Kosovo  | 2015-2018 | 78       | 22    |
| Diósgyőri V. T. K.     | Hungría | 2018-2021 | 95       | 14    |
| Hapoel Kfar Saba F. C. | Israel  | 2021      | 12       | 0     |
| Gyirmót S. E.          | Hungría | 2021-2022 | 35       | 3     |
| K. F. Tirana           | Albania | 2022-2023 | 62       | 29    |
| Rapid de Bucarest      | Rumania | 2024-2025 | 34       | 1     |
| Boluspor               | Turquía | 2025-     | 18       | 8     |

## Palmarés

### Títulos nacionales
| Título               | Club         | País    | Año  |
| -------------------- | ------------ | ------- | ---- |
| Supercopa de Albania | K. F. Tirana | Albania | 2022 |